# Isanthrene thyestes
Isanthrene thyestes är en fjärilsart som beskrevs av Druce 1883. Isanthrene thyestes ingår i släktet Isanthrene och familjen björnspinnare. Inga underarter finns listade i Catalogue of Life.